# 高橋啓三
高橋 啓三（たかはし けいぞう、1946年（昭和21年）11月20日 - ）は日本の声楽家（バス、バリトン）。音楽教育者。

## 経歴
福島県福島市生まれ。1972年（昭和47年）東京藝術大学音楽学部卒業。ヴァイオリンを立花和夫、声楽を大熊文子、磯谷威、渡邊高之助、中山悌一、疋田生次郎、コンラート・リヒターの諸氏に師事。
在学中に外山雄三指揮・藤原歌劇団公演プッチーニ『トスカ』アンジェロッティでデビュー。その後二期会を中心に藤原歌劇団、イタリア歌劇団（NHK）等の公演に出演。主な役にモーツァルト『魔笛』ザラストロ、ヴェルディ『リゴレット』スパラフチレ、ドニゼッティ『愛の妙薬』ドゥルカマーラ、ワーグナー『タンホイザー』ヘルマン、團伊玖磨『夕鶴』惣ど等がある。二期会創立40周年記念公演ワーグナー『神々の黄昏』（日本初演）ではハーゲンを演じる。続いてプッチーニ『ラ・ボエーム』コルリーネ、ヴェルディ『シモン・ボッカネグラ』ヤコポ・フィエスコ、ワーグナー『ラインの黄金』ファーフナー、ベートーヴェン『フィデリオ』ロッコと立て続けに演じている。
福島国体記念・原嘉壽子『乙和の椿』佐藤基治、仙台開府四百年記念・三善晃『遠い帆』伊達政宗を仙台と東京で演じ2000年の再演にも出演するなど、邦人の現代曲でも成果をあげている。
日生劇場開場40周年記念・ベルク『ルル』シゴルヒなど現代オペラの役柄も務めている。
オラトリオ等の分野でも、バッハ『マタイ受難曲』、『ヨハネ受難曲』、『ミサ ロ短調』、ハイドン『天地創造』、メンデルスゾーン『エリア』、ヘンデル『メサイヤ』、ヴェルディ『レクイエム』、モーツァルト『レクイエム』、ドヴォルザーク『スターバト･マーテル』、ベートーヴェン『第九』など幅広いレパートリーを持ち、W.サヴァリッシュ、O.スィットナー、J.フルネ、R.マゼール等の指揮でNHK交響楽団定期をはじめ主要オーケストラと共演も多い。
二期会会員。東京音楽大学名誉教授。東京藝術大学講師。日本声楽アカデミー会員。

## 啓声会
教育活動にも力を注いでいる。高橋の門下生を中心とする声楽家の会「啓声会」が組織されており、数多くの優れた門下生を育てている。2015年（平成27年）現在で135名の会員が確認できるが、その中で運営事務局は以下の通りである。
- 運営委員長：菅野宏昭
- 事務局長：星洋二、事務局：大澤よしこ、利根川佳子
- 企画・制作：安藤郁子、秋山隆典、相島百子、加藤史幸、辛島安妃子、倉石真、志村文彦、杉野正隆、渡辺大
- 広報：木村南海、佐藤志保、醍醐園佳、藤巻希美彦
- 地方担当：坂寄和臣
- 会計：高居洋子、徳間秀美、金子紗弓

## 主な受賞歴
- 第44回日本音楽コンクール 第2位
- 第10回ジロー・オペラ賞 藤原歌劇団公演『リゴレット』のスパラフチレ役
- 第17回ジロー・オペラ賞 二期会公演『運命の力』（日本初演）のグアルディアーノ神父役

## 主なディスコグラフィー
- ワーグナー：序夜と3日間の舞台祭典劇『ニーベルングの指環』全曲 新日本フィルハーモニー交響楽団 朝比奈隆指揮 CD12枚組 2008/7/31 フォンテック
- ベートーヴェン交響曲全集 新日本フィルハーモニー交響楽団 朝比奈隆指揮 CD7枚組 1990/6/10 フォンテック
- ベートーヴェン：交響曲第9番ニ短調『合唱』／『ミサ・ソレニムス 』新日本フィルハーモニー交響楽団 朝比奈隆指揮 CD3枚組 1993/9/25 フォンテック
- ベートーヴェン 交響曲全集 Hybrid SACD 新日本フィルハーモニー交響楽団 朝比奈隆指揮 CD6枚組 2006/3/20 フォンテック
- 常森寿子 の芸術1（ベッリーニ：『夢遊病の女 』抜粋）常森寿子(S)、平良栄一(T)、高橋啓三(Bs)、藤原歌劇団合唱部、福森湘 (指揮)、東京フィルハーモニー交響楽団 CD 1979年12月録音 ADAM ACE
- 江戸川女子高校 父娘の共演『ベートーヴェン第九演奏会』指揮者：佐野直樹、ソプラノ ：立原ちえ子、アルト ：加納里美、テノール：川上洋司 、バリトン：高橋啓三 DVD 2008/11/30 スタジオ・フローラ
- CD オペラ『白虎』（作曲：加藤昌則/脚本：宮本益光）福島 復興・復活オペラプロジェクト 佐藤正浩：指揮、オペラ白虎特別編成オーケストラ、経種廉彦、高橋啓三、黒田博、腰越満美 2014年01月31日 ALTUS[5]